# Kabinett Vennola II
Das Kabinett Vennola II war das siebte Regierungskabinett in der Geschichte Finnlands. Es amtierte vom 9. April 1921 bis zum 2. Juni 1922 (420 Tage).

## Minister
| Amt                                       | Name                                                                         | Partei                       |
| ----------------------------------------- | ---------------------------------------------------------------------------- | ---------------------------- |
| Ministerpräsident                         | Juho Vennola                                                                 | Nationale Fortschrittspartei |
| Außenminister                             | Rudolf Holsti                                                                | Nationale Fortschrittspartei |
| Justizminister                            | bis 24. Februar 1922: Heimo Helminen ab 24. Februar 1922: Albert von Hellens | Nationale Fortschrittspartei |
| Wehrminister                              | bis 3. September 1921: Onni Hämäläinen ab 3. September 1921: Bruno Jalander  | parteilos                    |
| Innenminister                             | Heikki Ritavuroi                                                             | Nationale Fortschrittspartei |
| Finanzminister                            | Risto Ryti                                                                   | Nationale Fortschrittspartei |
| Kirchen- und Bildungsminister             | Niilo Liakka                                                                 | Landbund                     |
| Landwirtschaftsminister                   | Kyösti Kallio                                                                | Landbund                     |
| Stellvertretender Landwirtschaftsminister | Juho Niukkanen                                                               | Landbund                     |
| Minister für Infrastruktur                | Erkki Pullinen                                                               | Nationale Fortschrittspartei |
| Handels- und Industrieminister            | Erkki Makkonen                                                               | Nationale Fortschrittspartei |
| Sozialminister                            | Vilkku Joukahainen                                                           | Landbund                     |